# 9 août 1975
Le samedi 9 août 1975 est le 221e jour de l'année 1975.

## Naissances
- Anjali Jay, actrice britannique
- Ashley Tait, hockeyeur sur glace canadien
- Brian Fuentes, joueur américain de baseball
- Jerry Duplessis, compositeur, musicien, producteur et réalisateur artistique américain
- Mahesh Babu, acteur indien
- Mickaël Forest, joueur français de rugby à XV
- Mike Lamb, joueur américain de baseball
- Paola Tapia, avocate et femme politique chilienne
- Robbie Middleby, joueur de football australien
- Rodrigo Mendes, joueur de football brésilien
- Romain Tchénio, dirigeant de société
- Valentin Kovalenko, joueur de football ouzbek
- Wayne Braithwaite, boxeur guyanais

## Décès
- Antonín Vodička (né le 1er mars 1907), joueur de football tchécoslovaque
- Dmitri Chostakovitch (né le 25 septembre 1906), compositeur
- Eugène Delouche (né le 28 mars 1909), clarinettiste martiniquais

## Événements
- Début de championnat d'Allemagne de football 1975-1976
- Fin de Coupe d'Union soviétique de football 1975
- Début de l'émission télévisée écossaise Sportscene